# Pompage (hydraulique)
Le pompage est une activité qui consiste à utiliser une pompe pour déplacer un fluide.
Les puissantes pompes diesel et électriques utilisées de nos jours peuvent avoir des débits de pompage très élevés.

## Eau: risques d'un pompage excessif
Le pompage à grande échelle dans le sous-sol pour capter de l'eau dans les nappes phréatiques comporte des risques à long terme du fait de la finitude des ressources en eau douce :
- elle entraîne la baisse du niveau des nappes phréatiques (rabattement de nappe), si la vitesse de pompage excède la vitesse de recharge des nappes par les précipitations et les eaux superficielles comme cela se passe en Chine du Nord par exemple[1] ;
- elle peut aussi entraîner la salinisation des nappes phréatiques proches du littoral, comme cela se passe au Portugal ou en Grèce par exemple.

Le surpompage est très répandu en Chine, en Inde et aux États-Unis, trois pays qui, à eux seuls, produisent près de la moitié de la récolte de céréales du monde.